# CaptainSparklez
Jordan Maron (sinh ngày 10 tháng 2 năm 1992), thường được biết đến với biệt hiệu CaptainSparklez, là một nhân vật YouTube người Mỹ. Với 10 triệu lượt đăng ký, kênh chính của anh hiện đang đứng thứ 245 trong số những kênh được đăng ký nhiều nhất YouTube.
Vào Tháng 5 năm 2015, Maron đã bắt đầu với kênh thứ hai của mình có tên là "CaptainSparklez 2" khi anh chủ yếu tải lên những video live streams trên Twitch, và hiện đang tải lên những video về Minecraft, như Subnautica và Trials Fusion. Vào Tháng 3 năm 2016, anh đã bắt đầu với kênh âm nhạc của mình là "Maron Music" khi anh tải lên những video về âm nhạc và giới thiệu âm nhạc của các nghệ sĩ khác. Vào Tháng 2 năm 2017, anh đã bắt đầu với kênh vlog của mình là "Jordan Maron".

## Phát hành âm nhạc bởi Jordan Maron

### Đơn
| Năm  | Tên                                                  |
| ---- | ---------------------------------------------------- |
| 2014 | "work in progress thing that probably sucks i dunno" |
| 2016 | "Moonbeam"                                           |
| 2016 | "Once Upon A Time"                                   |
| 2017 | "Crusade"                                            |
| 2017 | "Midnight Drive"                                     |
| 2018 | "Turn It Up" (hợp tác với TryHardNinja)              |

### Remix
| Năm  | Tên                   | Nghệ sĩ                                          |
| ---- | --------------------- | ------------------------------------------------ |
| 2016 | "Rockabye"            | Clean Bandit hợp tác với Sean Paul và Anne-Marie |
| 2017 | "Take Back The Night" | TryHardNinja                                     |
| 2017 | "Closer"              | The Chainsmokers hợp tác với Halsey              |
| 2017 | "Stay"                | Zedd và Alessia Cara                             |

## Maron Music

### Top 10 video được xem nhiều nhất
(Tất cả các thông tin cho phần này được lấy từ nguồn tham khảo này:)
| Xếp hạng | Tên                           | Nghệ sĩ                    | Chú thích                          | Số lượt xem |
| -------- | ----------------------------- | -------------------------- | ---------------------------------- | ----------- |
| 1.       | Astronomia                    | Tony Igy                   |                                    | 1,100,000   |
| 2.       | Moonbeam                      | Jordan Maron               |                                    | 870,000     |
| 3.       | Rockabye (Jordan Maron Remix) | Clean Bandit               | hợp tác với Sean Paul & Anne-Marie | 430,000     |
| 4.       | Once Upon A Time              | Jordan Maron               |                                    | 390,000     |
| 5.       | Closer (Jordan Maron Remix)   | The Chainsmokers           | hợp tác với Halsey                 | 330,000     |
| 6.       | Saving Light                  | Gareth Emery & Standerwick | feat. HALIENE                      | 300,000     |
| 7.       | Dragonhearted                 | TryHardNinja               |                                    | 280,000     |
| 8.       | Crusade                       | Jordan Maron               |                                    | 210,000     |
| 9.       | Running Wild                  | Decimal 5                  |                                    | 174,000     |
| 10.      | Arsenic                       | Simon Skylar               |                                    | 172,000     |

### Top 10 bản SoundCloud được chơi nhiều nhất
(Tất cả các thông tin cho phần này được lấy từ nguồn tham khảo này:)
| Xếp hạng | Tên                          | Nghệ sĩ           | Chú thích                                     | Số lượt chơi |
| -------- | ---------------------------- | ----------------- | --------------------------------------------- | ------------ |
| 1.       | Pure Imagination             | Pixels            |                                               | 35,300       |
| 2.       | All Falls Down (Renat Remix) | Alan Walker       | hợp tác với Noah Cyrus & Digital Farm Animals | 26,200       |
| 3.       | Plan of Attack               | OllAxe            |                                               | 24,000       |
| 4.       | Space Adventure              | Trixtor           |                                               | 23,800       |
| 5.       | Shadows                      | Aero Chord        | feat. Nevve                                   | 23,800       |
| 6.       | We Are                       | False Twins       |                                               | 23,000       |
| 7.       | Painting The Future          | Realitect         |                                               | 16,300       |
| 8.       | Out of The Darkness          | Pete Kingsman     | hợp tác với Bryan Finlay                      | 15,000       |
| 9.       | Gunshot                      | Ludvigsson & Jorm | hợp tác với Jonny Rose                        | 15,000       |
| 10.      | Fair                         | Hurshel           |                                               | 14,700       |

## Giải thưởng và đề cử
- Đề cử ở Giải Shorty 2016[17]